# Cheumatopsyche telensis
Cheumatopsyche telensis är en nattsländeart som beskrevs av Malicky 1997. Cheumatopsyche telensis ingår i släktet Cheumatopsyche och familjen ryssjenattsländor. Inga underarter finns listade i Catalogue of Life.